# Gebirgsstraße

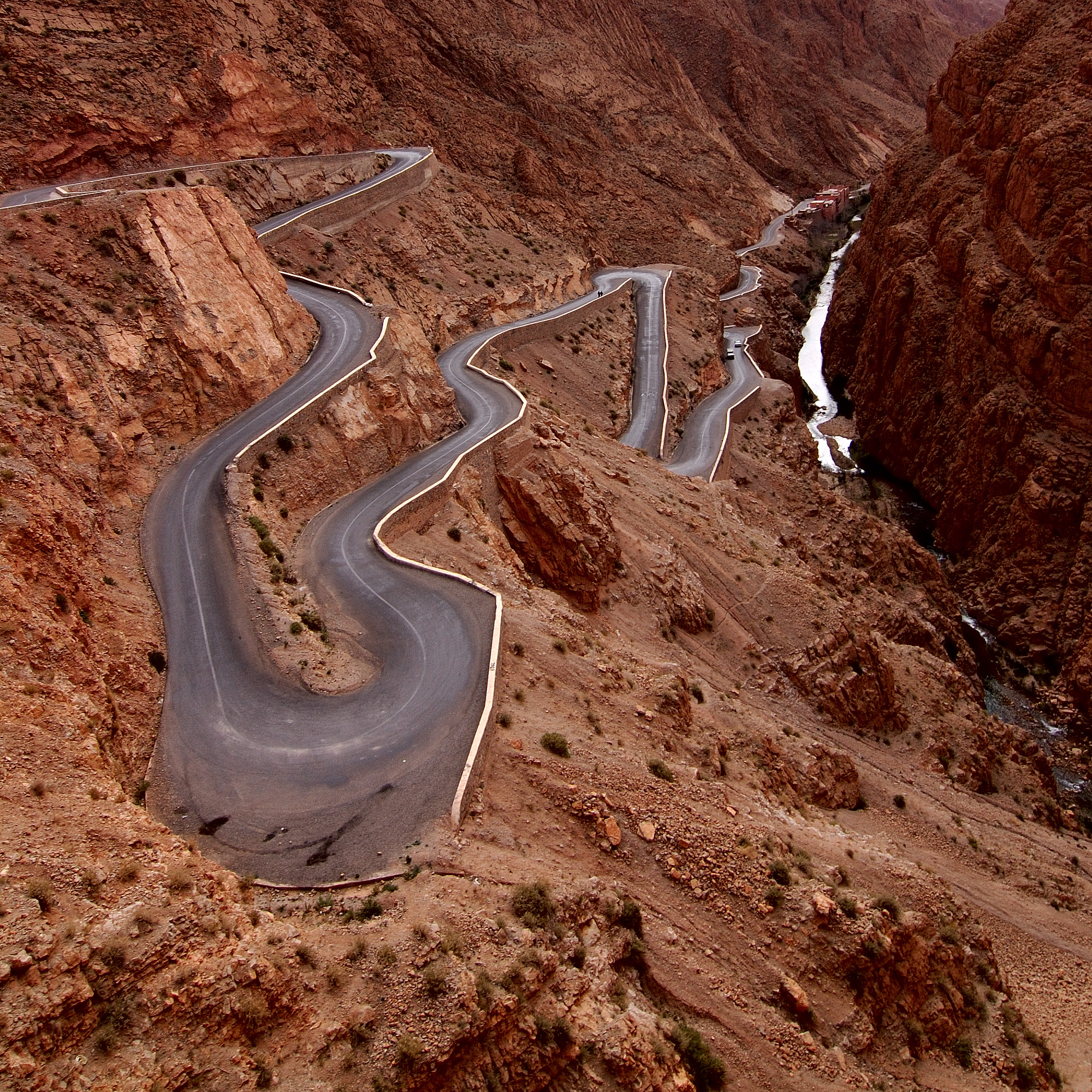
Gebirgsstraße in einem Flusstal

Bei einer Gebirgsstraße handelt es sich um eine Straße, die im Gebirge verläuft. Kommt es in ihrem Verlauf zur Überquerung eines oder mehrerer Bergsättel, trifft die Formulierung Passstraße zu. Gebirgsstraßen sind in der Regel durch einen kurvenreichen Streckenverlauf mit erhöhtem Längsgefälle gekennzeichnet. Bei besonders starken Steigungen werden Gebirgsstraßen als Serpentinen angelegt.
Die Topografie erlaubt oft nur eine schmale Straßenbreite und macht zum Teil den Bau von Kunstbauwerken, wie etwa Tunneln und Brücken, notwendig. Das winterliche Klima kann die Befahrbarkeit von Gebirgsstraßen einschränken oder sogar eine zeitweilige Sperrung erfordern. Um das Steinschlagrisiko zu verringern, werden entsprechende Schutznetze oder Galerien angelegt.